# Ralph Berzsenyi
Ralph Berzsenyi także Erich Beusterien (ur. 26 lutego 1909 w Rijece, zm. 10 czerwca 1978 w Budapeszcie) – węgierski strzelec sportowy, srebrny medalista olimpijski z Berlina.
Zawody w 1936 były jego jedynymi igrzyskami olimpijskimi. Medal zdobył w konkurencji karabinu małokalibrowego na dystansie 50 metrów w pozycji leżącej. 